# Joe Borowski
Pour les articles homonymes, voir Borowski.
Joseph Thomas Borowski (né le 4 mai 1971 à Bayonne, New Jersey, États-Unis) est un ancien lanceur droitier de baseball.
Il évolue dans la Ligue majeure de baseball comme lanceur de relève de 1995 à 1998, et de 2001 à 2008. Il réalise 131 sauvetages en carrière et mène la Ligue américaine avec 45 pour les Indians de Cleveland en 2007.

## Carrière

### Scolaire
Joe Borowski évolue pour l'école secondaire Marist High School à Bayonne (New Jersey), dans les équipes de baseball et de football américain. Il brille dans ces deux disciplines et est d'ailleurs sélectionné en équipe All-America et en sélection All-State en baseball et football américain lors de ces deux dernières années d'école secondaire (1988 et 1989).

### Professionnelle
Repêché en 1989 par les White Sox de Chicago, Joe Borowski fait ses débuts en ligue majeure en 1995 avec les Orioles de Baltimore, contre les White Sox au New Comiskey Park à la suite d'un échange entre les Chicago et Baltimore le 31 mars 1991. Il est ensuite échangé le 17 décembre 1995 aux Braves d'Atlanta. Il passe chez les Yankees de New York le 15 septembre 1997 puis chez les Brewers de Milwaukee le 5 décembre 1998. Il devient agent libre en 1999, et signe chez les Reds de Cincinnati le 9 novembre 1999. Les Reds le libère de son contrat le 21 mars 2000. Il rejoint les ligues indépendantes, et l'Atlantic League en particulier sous l'uniforme des Newark Bears le 17 mai 2000. Il effectue ensuite un rapide crochet par le Mexique à Monterrey à partir du 11 juillet 2000, il signe chez les Cubs de Chicago le 11 décembre 2000. Il se stabilise pendant cinq saisons chez les Cubs, mais est victime de blessures en 2004 et 2005. Il est libéré de son contrat le 11 juillet 2005 et s'engage chez les Rays de Tampa Bay le 14 juillet 2005, puis chez les Marlins de la Floride le 3 janvier 2006, enfin chez les Indians de Cleveland le 6 décembre 2006.
Chez les Indians, il tient le rôle de stoppeur, le lanceur qui conclut les parties. Lors de la saison 2007, il participe à 69 parties jouées pour 4 victoires, 5 défaites, 45 sauvetages et une moyenne de points mérités de 5,07. Il est libéré de son contrat par les Indians en juillet 2008.